# Richard Pearson (Schauspieler)
Richard Pearson (* 1. August 1918 in Monmouth, Monmouthshire, Wales; † 2. August 2011 in Northwood, London, England; vollständiger Name Richard de Pearsall Pearson) war ein walisischer Schauspieler.

## Leben

### Ausbildung und Theater
Pearson wurde als Richard de Pearsall Pearson im Südosten der Grafschaft Wales geboren. Er besuchte die Aymestrey Court School in Worcester und die Monmouth School.
Sein Bühnendebüt gab er 1937 an der Collins Music Hall in Islington, North London, als Dallis in der Komödie The Ruined Lady von Frances Nordstrom (1883–1956). Pearson spielte anschließend am West Cliff Theatre in Clacton-on-Sea in mehreren Repertoire-Produktionen; mit dem Stück The Housemaster von John Hay Beith (1876–1952) ging er auf Tournee. 1938 gab er sein Debüt im Londoner West End am Gate Theatre in dem Stück Private History von James Frances Courage (1903–1963). 1938 übernahm er die Rolle des Larry in dem Theaterstück They Walk Alone von Max Catto; mit diesem Stück ging Pearson auf Tournee.
Seine Theaterkarriere wurde durch den Zweiten Weltkrieg unterbrochen. Er diente in der 52nd Lowland Infantry Division, wurde „mentioned in Despatches“ und wurde 1946 im Rang eines Lieutenant-Colonel aus der Armee entlassen.
Nach dem Zweiten Weltkrieg nahm er seine Karriere als Theaterschauspieler wieder auf; er spielte zunächst an kleinen Londoner Theatern, unter anderem am Embassy Theatre und am The Q Theatre. Ab der 1940er Jahre trat er in zahlreichen West-End-Produktionen auf, unter anderem in Family Portrait von Lenore J. Coffee (Strand Theatre, 1948), The Philadelphia Story von Philip Barry (Duchess Theatre, 1949), Macadam and Eve von Roger MacDougall (Aldwych Theatre, 1951), The Mortimer Touch von Eric Linklater (Duke of York’s Theatre, 1952), Both Ends Meet von Arthur Macrae (Apollo Theatre, 1954), A Likely Tale von Gerald Savory (Globe Theatre, 1956, mit Margaret Rutherford als Partnerin) und The Iron Duchess von William Douglas-Home (Cambridge Theatre, 1957, mit Athene Seyler als Partnerin).
Als Schauspieler interpretierte Pearson ein breites Repertoire, das Stücke von William Shakespeare, die klassischen englischen Theaterautoren wie Oliver Goldsmith oder George Bernard Shaw, das Theater der Jahrhundertwende, aber auch Stücke der Moderne und des zeitgenössischen Theaters umfasste. Meistens verkörperte er Charaktere, die Sicherheit und Verlässlichkeit ausstrahlten; häufig spielte er Rechtsanwälte, Ärzte, Polizisten und Kirchenmänner.
1958 übernahm er am Lyric Hammersmith Theatre in London die Hauptrolle des Pianisten Stanley Webber in der Londoner Premiere des Theaterstücks Die Geburtstagsfeier von Harold Pinter, für die er sehr gute Kritiken erhielt.
Weitere Hauptrollen auf der Theaterbühne hatte er, an der Seite von Maggie Smith, als eifersüchtiger Ehemann Charles Sidley in dem Theaterstück The Private Eye von Peter Shaffer (Globe Theatre, 1962), als alternder Ehemann Harry in dem Theaterstück Staircase von Charles Dyer (Arts Theatre, Cambridge, 1969), als Kardinal in Winzige Alice von Edward Albee (Aldwych Theatre, 1970, mit Irene Worth als Partnerin), als William Cecil in Vivat! Vivat Regina! von Robert Bolt (Chichester Festival Theatre und Piccadilly Theatre, London, 1970/1971; mit Eileen Atkins als Partnerin), als Mr. Hardcastle in She Stoops To Conquer von Oliver Goldsmith (Young Vic Theatre, 1972), als Sorin in Die Möwe (Chichester Festival Theatre, 1973) und als Rechtsanwalt Mr. Bardolph in Lettice and Lovage von Peter Shaffer (Globe Theatre, 1987), wieder an der Seite von Maggie Smith. Mit Smith spielte er nochmals 1993 in einer Inszenierung von The Importance of Being Earnest am Aldwych Theatre in London; er verkörperte einen „charismatischen“ Reverend Chasuble.

### Film und Fernsehen
Sein Filmdebüt gab Pearson 1950 in einer kleinen Rolle als Unteroffizier in dem britischen Filmdrama The Girl Is Mine. 1951 folgte die Rolle des Mr. Tupper in der britischen Literaturverfilmung Eine Weihnachtsgeschichte.
Pearson spielte im Film hauptsächlich Nebenrollen, so als Osborn in Der gelbe Rolls-Royce (1964), als Buchhalter in Ein erfolgreicher Blindgänger (1967), als Patient in Sunday, Bloody Sunday, als Doktor Haydock in Mord im Spiegel (1980) und als Staatssekretär im Verteidigungsministerium in der Filmkomödie Die Bombe fliegt (1988). Mehrfach war er in Filmen unter der Regie von Roman Polański zu sehen: als Arzt in Macbeth (1971), als Pfarrer von Marlott in Tess (1979) und als Padre in Piraten (1986).
Für das Fernsehen arbeitete Pearson seit 1947. Er hatte Episodenrollen in verschiedenen Fernsehserien, unter anderem in Bleak House (1959), The Days of Vengeance (1960), The Mystery of Edwin Drood (1960), Martin Chuzzlewit (1964), Z-Cars (1965–1967), Die Forsyte-Saga (1967), Middlemarch (1968), The First Churchills (1969), Crown Court (1973; 1977) und Thérèse Raquin (1980).
1983/1984 hatte er eine wiederkehrende Serienrolle in der britischen Fernsehserie A Fine Romance. Er verkörperte die Rolle von Tom Dalton, den warmherzigen und liebevollen Vater der weiblichen Hauptrolle Laura Dalton, die von Judi Dench gespielt wurde. 1985 war er als Dorfbewohner Mr. Pye in der Krimi-Verfilmung Die Schattenhand in der Miss Marple-Fernsehserie zu sehen.
In den 1980er und 1990er Jahren übernahm er weitere Gastrollen in Fernsehserien. Er spielte Alfred, den geistesabwesenden und zerstreuten Bruder der Serienfigur Victor Meldrew, in der Sitcom One Foot in the Grave (1992), Doctor Piggott in der britischen Sitcom Love Hurts (1992–1995), den Rentner Harry King in My Good Friend (1995–1996) und den Vater der Rollenfigur Gary Cole in der britischen Comedy-Serie Men Behaving Badly (1995).

## Privates
Pearson heiratete 1949 die britische Schauspielerin Patricia Dickson; beide hatten sich 1948 bei einem gemeinsamen erfolgreichen Vorsprechen für das Theaterstück This Is Where We Came In kennengelernt. Aus der Ehe gingen zwei Söhne hervor. Pearson starb einen Tag nach seinem 93. Geburtstag im Londoner Stadtteil Northwood in einem Altersheim für Schauspieler.

## Filmografie (Auswahl)
- 1950: The Girl Is Mine
- 1950: The Woman in Question
- 1950: Auf falscher Spur (The Clouded Yellow)
- 1951: Eine Weihnachtsgeschichte (Scrooge)
- 1953: The Blue Parrot
- 1958: Wütende See (Sea Fury)
- 1958–1959: Our Mutual Friend (Fernsehserie)
- 1959: Dancers in Mourning (Fernsehserie)
- 1959: Die Nacht ist mein Feind (Libel)
- 1959: Bleak House (Fernsehserie)
- 1960: The Days of Vengeance (Fernsehserie)
- 1960: The Mystery of Edwin Drood (Fernsehserie)
- 1961: Geheimauftrag für John Drake (Danger Man, Fernsehserie, 1 Folge)
- 1961: Attempt to Kill
- 1962: Flucht aus dem Dunkel (Guns of Darkness)
- 1964: Martin Chuzzlewit (Fernsehserie)
- 1964: Der gelbe Rolls-Royce (The Yellow Rolls-Royce)
- 1965–1967: Z-Cars (Fernsehserie)
- 1967: Die Forsyte-Saga (The Forsyte Saga, Fernsehserie)
- 1967: Ein erfolgreicher Blindgänger (Charlie Bubbles)
- 1967: Wie ich den Krieg gewann (How I Won the War)
- 1968: Middlemarch (Fernsehserie)
- 1969: The First Churchills (Fernsehserie)
- 1971: Sunday, Bloody Sunday (Sunday, Bloody Sunday)
- 1971: Macbeth (The Tragedy of Macbeth)
- 1972: Papst Johanna (Pope Joan)
- 1972: Columbo: Alter schützt vor Torheit nicht (Dagger of the Mind, Fernsehreihe)
- 1973, 1977: Crown Court (Fernsehserie)
- 1975: Liebe in der Dämmerung (Love Among the Ruins)
- 1976: Der blaue Vogel (The Blue Bird)
- 1979: Tess
- 1980: Mord im Spiegel (The Mirror Crack'd)
- 1980: Thérèse Raquin (Fernsehserie)
- 1983–1984: A Fine Romance (Fernsehserie)
- 1984–1988: Der Wind in den Weiden (The Wind in the Willows)
- 1985: Miss Marple (Fernsehserie, Folge „Die Schattenhand“)
- 1985: Wasser – Der Film (Water)
- 1986: Piraten (Pirates)
- 1986: Die Bombe fliegt (Whoops Apocalypse)
- 1990: Freddie and Max (Fernsehserie)
- 1991: Inspektor Morse, Mordkommission Oxford (Inspector Morse, Fernsehserie, 1 Folge)
- 1992: One Foot in the Grave (Fernsehserie)
- 1992–1995: Love Hurts (Fernsehserie)
- 1995: Men Behaving Badly (Fernsehserie)
- 1995–1996: My Good Friend (Fernsehserie)